# Ungskär

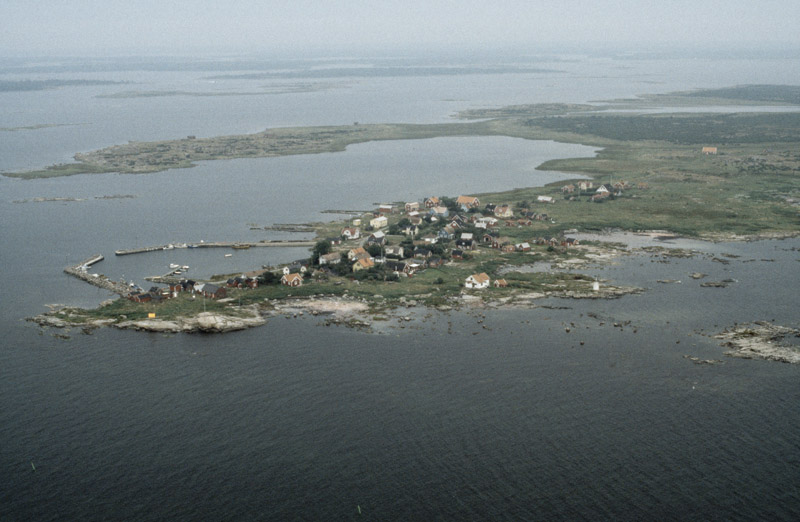
Fiskeläget på Ungskär.

Ungskär är en ö i Torhamns socken, Karlskrona kommun. Ön består av de tidigare öarna Ungskär, Mellanskär och Drakskär som genom landhöjningen förenats till en ö. Även Lungskär (sannolikt en förkortning av Lilla Lungskär) har genom en konstruerad jordbank förenats med Ungskär. Tillsammans har de en yta på 85 hektar.
Tomtningar visar att säsongsfiske bedrevs på Ungskär redan under medeltiden. På 1600-talet fick ön fast befolkning. Ungskär ingick tillsammans med Stenshamn och Utlängan i en förläning till Blasius König. Öns storhetstid var 1800-talet då den var östra Blekinge skärgårds folkrikaste ö med flera hundra innevånare. Väderkvarn, affär och skola fanns här då, liksom ett missionskapell. 129 fanns 129 fastboende kvar, 1940 var de 84 personer, 1992 24 personer, 2012 fanns 7 fastboende kvar på ön. 
Lungskär var tidigare av militär betydelse, betydande bergrum fanns på ön, från 1945 och ungefär 30 år framåt i tiden fanns en helårsboende vaktman som bevakade anläggningen. Bergrummet är numera plomberat och den militära materielen nedmonterad.